# Saulgé
Saulgé est une commune du Centre-Ouest de la France, située dans le département de la Vienne (région Nouvelle-Aquitaine).

## Géographie

### Localisation
La ville est située à 55 km au sud-est de Poitiers et à 83 km au nord-ouest de Limoges. 

### Communes limitrophes
|                  | Montmorillon |                   |
| Sillars          | Saulgé       | Lathus-Saint-Rémy |
| Persac Moulismes | Plaisance    |                   |

### Géologie et relief
La région de Saulgé présente un paysage de bocages et de vallées.
Le terroir se compose :
- de Terres de brandes pour 61 %, de bornais pour 12 %, d'argile à silex peu profonde pour 7 % et de sols limoneux sur altérite pour 3 % sur les plateaux du Seuil du Poitou,
- de sols sur leucogranite pour 1 % sur les collines et les plateaux des massifs anciens,
- de vallées étroites et encaissées pour 6 %,
- de terrasses alluviales pour 9 %.

### Hydrographie
La commune est traversée par 20 km de cours d'eau dont le principal est la Gartempe sur une longueur de 11 km.

### Climat
Pour des articles plus généraux, voir Climat de la Nouvelle-Aquitaine et Climat de la Vienne.
Historiquement, la commune est exposée à un climat océanique du nord-ouest.  
En 2020, Météo-France publie une typologie des climats de la France métropolitaine dans laquelle la commune est exposée à un climat océanique altéré et est dans la région climatique  Poitou-Charentes, caractérisée par un bon ensoleillement, particulièrement en été et des vents modérés.
Pour la période 1971-2000, la température annuelle moyenne est de 11,9 °C, avec une amplitude thermique annuelle de 15,2 °C. Le cumul annuel moyen de précipitations est de 790 mm, avec 11,7 jours de précipitations en janvier et 6,8 jours en juillet. Pour la période 1991-2020, la température moyenne annuelle observée sur la station météorologique la plus proche, située sur la commune de Montmorillon à 5 km à vol d'oiseau, est de 12,5 °C et le cumul annuel moyen de précipitations est de 781,8 mm,. Pour l'avenir, les paramètres climatiques de la commune estimés pour 2050 selon différents scénarios d’émission de gaz à effet de serre sont consultables sur un site dédié publié par Météo-France en novembre 2022.

## Urbanisme

### Typologie
Au 1er janvier 2024, Saulgé est catégorisée commune rurale à habitat dispersé, selon la nouvelle grille communale de densité à sept niveaux définie par l'Insee en 2022.
Elle est située hors unité urbaine. Par ailleurs la commune fait partie de l'aire d'attraction de Montmorillon, dont elle est une commune de la couronne,. Cette aire, qui regroupe 18 communes, est catégorisée dans les aires de moins de 50 000 habitants,.

### Occupation des sols
L'occupation des sols de la commune, telle qu'elle ressort de la base de données européenne d’occupation biophysique des sols Corine Land Cover (CLC), est marquée par l'importance des territoires agricoles (84,9 % en 2018), une proportion sensiblement équivalente à celle de 1990 (85,1 %). La répartition détaillée en 2018 est la suivante : 
terres arables (40,9 %), prairies (25,6 %), zones agricoles hétérogènes (18,4 %), forêts (11,3 %), milieux à végétation arbustive et/ou herbacée (1,9 %), zones urbanisées (1,4 %), eaux continentales (0,5 %). L'évolution de l’occupation des sols de la commune et de ses infrastructures peut être observée sur les différentes représentations cartographiques du territoire : la carte de Cassini (XVIIIe siècle), la carte d'état-major (1820-1866) et les cartes ou photos aériennes de l'IGN pour la période actuelle (1950 à aujourd'hui).

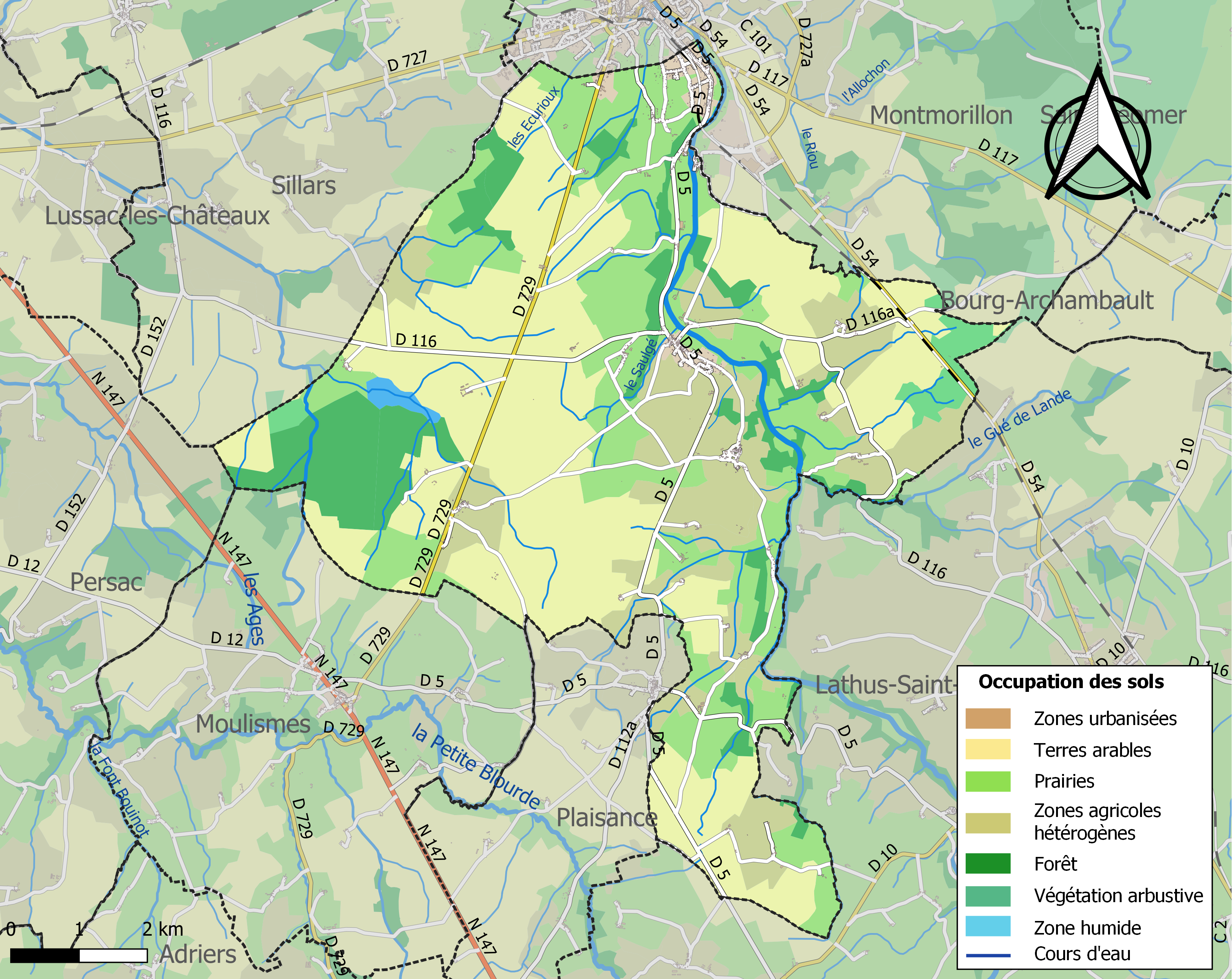
Carte des infrastructures et de l'occupation des sols de la commune en 2018 (CLC).

### Risques majeurs
Le territoire de la commune de Saulgé est vulnérable à différents aléas naturels : météorologiques (tempête, orage, neige, grand froid, canicule ou sécheresse), inondations, feux de forêts, mouvements de terrains et séisme (sismicité faible). Il est également exposé à deux risques technologiques,  le transport de matières dangereuses et le risque nucléaire, et à un risque particulier : le risque de radon. Un site publié par le BRGM permet d'évaluer simplement et rapidement les risques d'un bien localisé soit par son adresse soit par le numéro de sa parcelle.

#### Risques naturels
Certaines parties du territoire communal sont susceptibles d’être affectées par le risque d’inondation par débordement de cours d'eau, notamment le ruisseau de l'Ancien étang de Belplaine et la Gartempe. La commune a été reconnue en état de catastrophe naturelle au titre des dommages causés par les inondations et coulées de boue survenues en 1982, 1983, 1993, 1999 et 2010,.
Saulgé est exposée au risque de feu de forêt. En 2014, le deuxième plan départemental de protection des forêts contre les incendies (PDPFCI) a été adopté pour la période 2015-2024. Les obligations légales de débroussaillement dans le département sont définies dans un arrêté préfectoral du 29 mai 2015,, celles relatives à l'emploi du feu et au brûlage des déchets verts le sont dans un arrêté permanent du 24 mai 2015,.

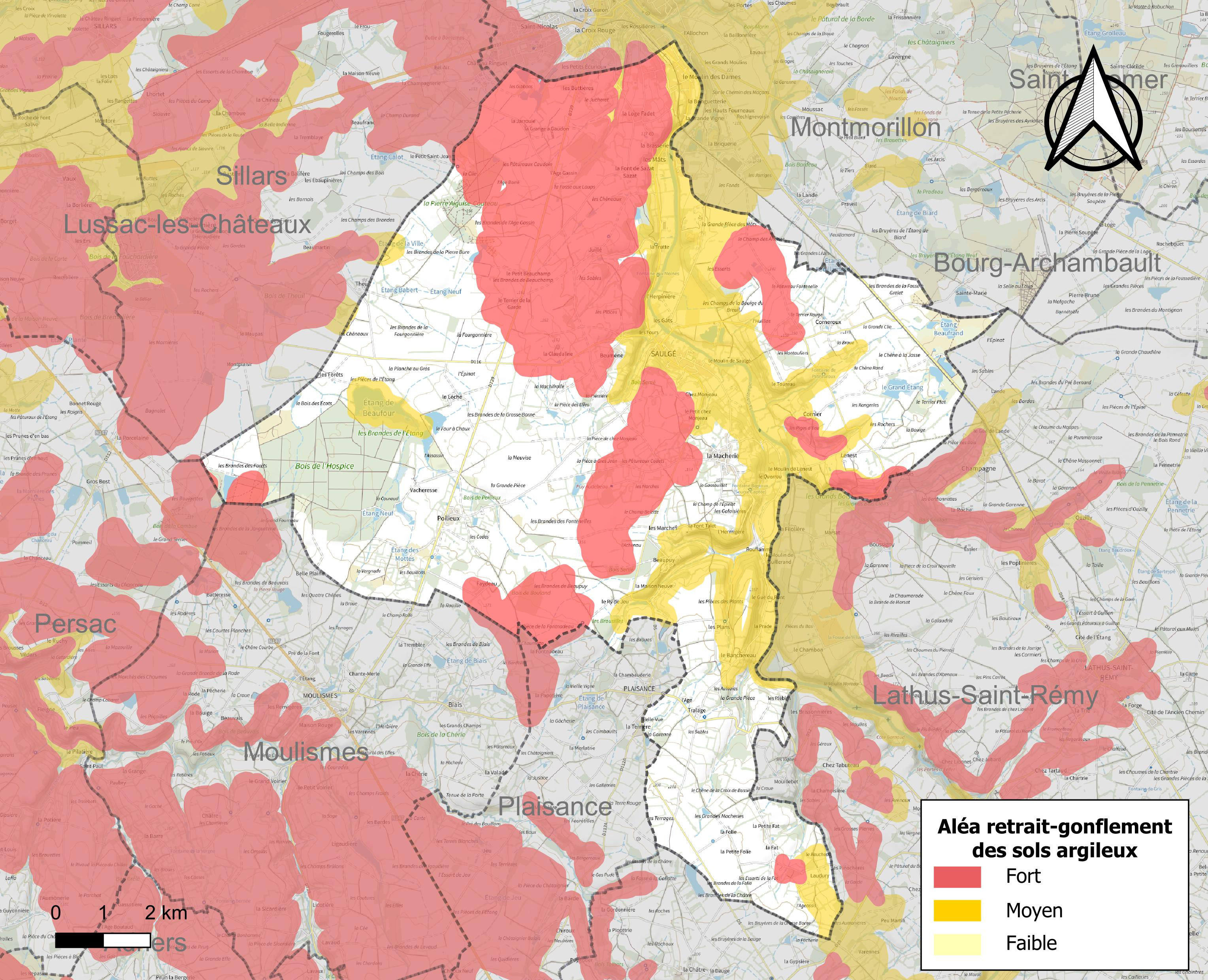
Carte des zones d'aléa retrait-gonflement des sols argileux de Saulgé.

Les mouvements de terrains susceptibles de se produire sur la commune sont des affaissements et effondrements liés aux cavités souterraines (hors mines) et des tassements différentiels. Afin de mieux appréhender le risque d’affaissement de terrain, un inventaire national permet de localiser les éventuelles cavités souterraines sur la commune. Le retrait-gonflement des sols argileux est susceptible d'engendrer des dommages importants aux bâtiments en cas d’alternance de périodes de sécheresse et de pluie. 47,1 % de la superficie communale est en aléa moyen ou fort (79,5 % au niveau départemental et 48,5 % au niveau national). Depuis le 1er octobre 2020, en application de la loi ÉLAN, différentes contraintes s'imposent aux vendeurs, maîtres d'ouvrages ou constructeurs de biens situés dans une zone classée en aléa moyen ou fort,.
La commune a été reconnue en état de catastrophe naturelle au titre des dommages causés par la sécheresse en 1996, 2018, 2019 et 2020 et par des mouvements de terrain en 1999 et 2010.

#### Risque technologique
La commune étant située dans le périmètre du plan particulier d'intervention (PPI) de 20 km autour de la centrale nucléaire de Civaux, elle est exposée au risque nucléaire. En cas d'accident nucléaire, une alerte est donnée par différents médias (sirène, sms, radio, véhicules). Dès l'alerte, les personnes habitant dans le périmètre de 2 km se mettent à l'abri. Les personnes habitant dans le périmètre de 20 km peuvent être amenées, sur ordre du préfet, à évacuer et ingérer des comprimés d’iode stable,,.

#### Risque particulier
Dans plusieurs parties du territoire national, le radon, accumulé dans certains logements ou autres locaux, peut constituer une source significative d’exposition de la population aux rayonnements ionisants. Selon la classification de 2018, la commune de Saulgé est classée en zone 3, à savoir zone à potentiel radon significatif.

## Politique et administration

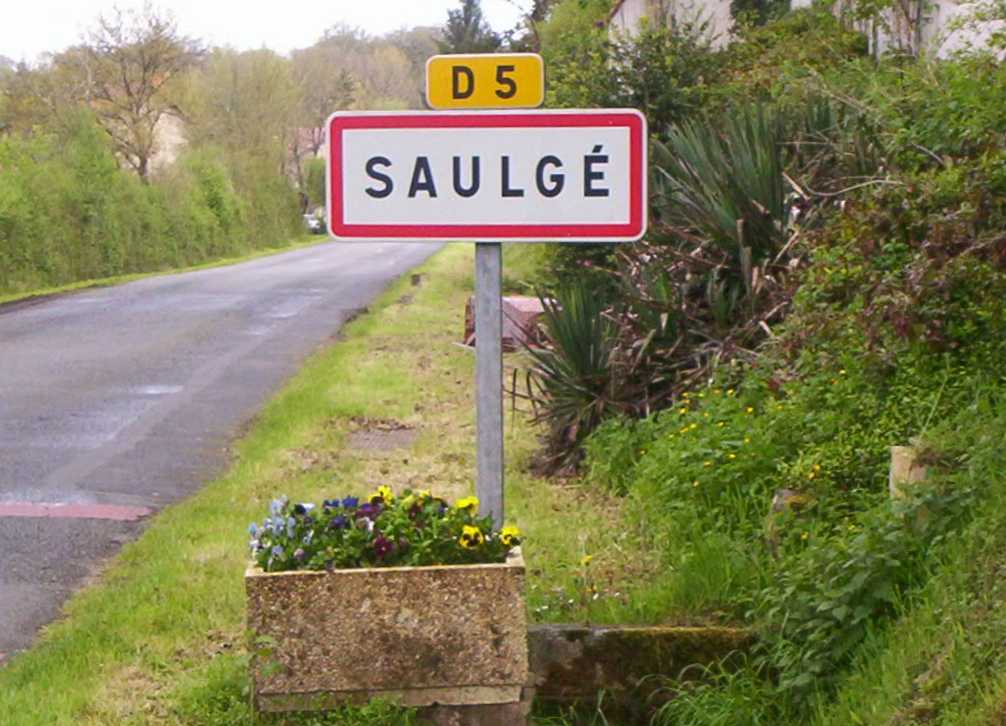
Panneau d'entrée de Saulgé.

### Liste des maires
| Période         | Période        | Identité        | Étiquette | Qualité |
| --------------- | -------------- | --------------- | --------- | ------- |
| 1875            | 2 octobre 1876 | Louis Deflour   |           |         |
| 28 octobre 1876 | 1879           | Jules Butaud    |           |         |
| mars 2001       | En cours       | Jacques Larrant |           |         |

### Instances judiciaires et administratives
La commune relève du tribunal d'instance de Poitiers, du tribunal de grande instance de Poitiers, de la cour d'appel  de Poitiers, du tribunal pour enfants de Poitiers, du conseil de prud'hommes de Poitiers, du tribunal de commerce de Poitiers, du tribunal administratif de Poitiers et de la cour administrative d'appel de Bordeaux, du tribunal des pensions de Poitiers, du tribunal des affaires de la Sécurité sociale de la Vienne et de la cour d’assises de la Vienne.

### Services publics
Les réformes successives de La Poste ont conduit à la fermeture de nombreux bureaux de poste ou à leur transformation en simple relais. Toutefois, la commune a pu maintenir le sien.

## Démographie
L'évolution du nombre d'habitants est connue à travers les recensements de la population effectués dans la commune depuis 1793. Pour les communes de moins de 10 000 habitants, une enquête de recensement portant sur toute la population est réalisée tous les cinq ans, les populations de référence des années intermédiaires étant quant à elles estimées par interpolation ou extrapolation. Pour la commune, le premier recensement exhaustif entrant dans le cadre du nouveau dispositif a été réalisé en 2008.

En 2022, la commune comptait 1 005 habitants, en évolution de −1,08 % par rapport à 2016 (Vienne : +0,6 %, France hors Mayotte : +2,11 %).
| 1793  | 1800 | 1806 | 1821  | 1831  | 1836  | 1841  | 1846  | 1851  |
| ----- | ---- | ---- | ----- | ----- | ----- | ----- | ----- | ----- |
| 1 012 | 870  | 953  | 1 034 | 1 050 | 1 126 | 1 105 | 1 113 | 1 257 |

| 1856  | 1861  | 1866  | 1872  | 1876  | 1881  | 1886  | 1891  | 1896  |
| ----- | ----- | ----- | ----- | ----- | ----- | ----- | ----- | ----- |
| 1 275 | 1 264 | 1 350 | 1 367 | 1 364 | 1 463 | 1 586 | 1 552 | 1 472 |

| 1901  | 1906  | 1911  | 1921  | 1926  | 1931  | 1936  | 1946  | 1954 |
| ----- | ----- | ----- | ----- | ----- | ----- | ----- | ----- | ---- |
| 1 430 | 1 386 | 1 388 | 1 245 | 1 236 | 1 201 | 1 191 | 1 065 | 995  |

| 1962 | 1968 | 1975 | 1982 | 1990  | 1999 | 2006 | 2008 | 2013  |
| ---- | ---- | ---- | ---- | ----- | ---- | ---- | ---- | ----- |
| 948  | 868  | 904  | 950  | 1 020 | 980  | 967  | 963  | 1 004 |

| 2018  | 2022  | - | - | - | - | - | - | - |
| ----- | ----- | - | - | - | - | - | - | - |
| 1 010 | 1 005 | - | - | - | - | - | - | - |

En 2008, selon l’INSEE,  la densité de population de la commune était de 15 hab./km2, 61 hab./km2 pour le département, 68 hab./km2 pour la région Poitou-Charentes et 115 hab./km2pour la France.
La diminution de 4 % de la population de la commune de 1999 à 2006 s’intègre dans une évolution générale à l’ensemble des communes rurales du département de la Vienne. Les zones rurales perdent de leurs habitants au profit d’une vaste région circonscrite autour des deux grandes métropoles du département : Poitiers et Châtellerault, et plus particulièrement au profit des cantons limitrophes de la préfecture.

## Économie
Selon la direction régionale de l'Alimentation, de l'Agriculture et de la Forêt de Poitou-Charentes, il n'y a plus que 25 exploitations agricoles en 2010 contre 39 en 2000.
Les surfaces agricoles utilisées ont diminué et sont passées de 3 558 hectares en 2000 à 3 310 hectares en 2010. 27 % sont destinées à la culture des céréales (blé tendre essentiellement mais aussi orges et maïs), 10 % pour les oléagineux (colza et tournesol à parts égales), 47 % pour le fourrage et 12 % reste en herbes. En 2000, deux hectares (zéro en 2010) étaient consacrés à la vigne.
Onze exploitations en 2010 (contre quatorze en 2000) abritent un élevage de bovins (1 753 têtes en 2010 contre 1 649 têtes en 2000). C’est un des troupeaux de bovins les plus importants de la Vienne qui rassemblent 48 000 têtes en 2011.
Quinze exploitations en 2010 (contre 30 en 2000) abritent un élevage d'ovins (6 820 têtes en 2010 contre 12 995 têtes en 2000). C’est encore un des troupeaux importants de caprins du département de la Vienne (74 500 têtes en 2011) qui est le deuxième département pour l’élevage des chèvres derrière le département des Deux-Sèvres. Cette forte baisse est révélatrice de l’évolution qu’a connu, en région Poitou-Charentes, cet élevage au cours des deux  dernières décennies: division par trois du nombre d’exploitations, augmentation des effectifs moyens par élevage (38 chèvres en 1988, 115 en 2000), division par dix des chèvreries de 10 à 50 chèvres qui représentaient 50 % des troupeaux en 1988, et multiplication par six des élevages de plus de 200 chèvres qui regroupent, en 2000, 45 % du cheptel. Cette évolution des structures de production caprine a principalement pour origine la crise de surproduction laitière de 1990-1991 qui, en parallèle des mesures incitatives, a favorisé des départs d’éleveurs en préretraite et encouragé l’adaptation structurelle des élevages restant. La vocation laitière du troupeau est très forte. Moins de 2 % des élevages caprins sont non laitiers en 2000. La quasi-totalité de la production laitière, en constante augmentation (de 2000 à 2011 : + 44 %) est livrée à l’industrie agro-alimentaire soit 96 % des 485 000 hectolitres récoltés dans l’ensemble du département de la Vienne en 2004. La production de fromage à la ferme reste très marginale et ne représente que 1 % de la production de lait et 6 % des fermes. 75 % des élevages sont basés sur un système de production de type hors sol, la surface agricole étant destinée essentiellement dans ce cas, à la production de fourrage. 75 % de ces exploitations  n’élèvent que des chèvres. Le dynamisme de cet élevage, l’accent porté sur la qualité des produits a permis d’obtenir  les AOC « chabichou du Poitou » et « Sainte Maure de Touraine » pour les fromages produits.
L'élevage de volailles a disparu au cours de cette décennie.

## Culture locale et patrimoine

### Équipement culturel

#### Le Centre d'interprétation de l'histoire rurale - Écomusée du Montmorillonnais
Le centre est situé sur le site de Juillé, à trois kilomètres du centre du bourg. Il est à proximité de la vallée de la Gartempe, site labellisé « paysage de reconquête ».
Ses bâtiments datent des XIXe et début XXe siècle. Ils sont représentatifs de l'architecture rurale de cette zone de transition qu'est le sud de la Vienne, entre la France du nord et celle du sud et des modes de vie qui s'y attachent. Une partie de ces locaux a été sauvegardée et réaménagée pour un usage culturel et touristique.
Le Centre apporte un éclairage pluridisciplinaire sur les relations nouées au fil du temps entre l'environnement, l'agriculture et l'alimentation.
Il est possible de suivre deux thèmes de visite à partir de l'histoire du site et de ses habitants :
- la vie quotidienne et l'architecture ;
- l'histoire socio-économique du Montmorillonnais.

### Lieux et monuments

#### Patrimoine civil

##### Lechâteau de Beaupuy
Le château a été fortifié avec l'autorisation de Charles VII en 1428. Il est constitué d'un logis cantonné sur trois angles d'une tour et sur le quatrième angle d'une échauguette. Il est desservi en façade par une tourelle d'escalier avec une belle porte à pinacles. Il a été prolongé au XIXe siècle par un logis et une terrasse.
Une splendide allée de platanes conduit au château et à une cour fermée par une grille. À l'ouest s'étend un parc à l'anglaise avec une belle vue sur la vallée de la Gartempe.

##### Autres monuments
- Le donjon de Lenest ou de Lenet est classé comme monument historique depuis 1990.

#### Patrimoine religieux

##### L'église de Saulgé
L'église saint Divitien date des XIe, XIIIe et XIXe siècles. Elle est construite en calcaire et en granit. L'édifice, d'origine romane, a été très remanié au cours des siècles. La nef, autrefois charpentée, est couverte d'une voûte en berceau moderne. Le chœur est gothique. La souche octogonale du clocher est ornée d'arcatures en partie cachée par une haute toiture installée au XIXe siècle.
Dans le mur extérieur du transept, un bas relief, utilisé en remploi, représente un personnage nu, symbole de l'âme. Il est inscrit dans une mandorle qui est soutenue par deux anges. Selon l'inscription, il s'agit d'un seigneur de Montmorillon, bienfaiteur de la maison de Dieu. La forme en amande, entourant un personnage était réservée à des personnages céleste : le Christ, la Vierge... Mais à partir du XIIe siècle, elle peut être utilisée pour des hommes de grande qualité religieuse. La sculpture est d'une grande finesse et s'apparente à la frise de l'Enfance du Christ de l'église Saint-Laurent de Montmorillon.
La cloche date de 1728. Elle a été restaurée en 2000.
À l'intérieur de l'église :
- une statue de sainte Radegonde, postérieure à la guerre de 1870, qui a été offerte par une paroissienne pour remercier le ciel de la vie sauve de son fils revenu du conflit contre la Prusse ;
- des peintures murales du XIXe siècle.

##### Autres monuments
- L'ancienne chapelle de Saulgé est inscrite, depuis 2010, comme monument historique sauf pour les chapiteaux du chœur avec leurs colonnes qui ont été classés la même année[37].
- Une belle croix monumentale dans le cimetière. Autrefois, chaque cimetière avait une croix de ce type qui protégeait l'ensemble des défunts. Il n'y avait pas de croix individuelles sur les tombes.
- Une belle croix hosannière dans le cimetière. Cette croix tire son nom de l'hébreu "hosanna". C'est le premier mot d'une hymne chantée le jour des Rameaux. Les villageois se rendaient en procession jusqu'au cimetière ce jour-là, jusqu'au pied de ce calvaire et ils y chantaient l'Hosanna.

#### Patrimoine naturel
La commune abrite neuf zones naturelles d'intérêt écologique, faunistique et floristique (ZNIEFF) qui couvrent 46 % de la surface communale :
- L'Étang de Beaufour,
- Le Font de la Fievre,
- Le Bouillons,
- Le Champ des Brandes,
- Le Bois de l'Hospice,
- Les Landes de Sainte-Marie,
- La Pierre Aiguise Couteau,
- Les Brandes de la Fourgonniere,
- Les Landes de Montmorillon.

Deux espaces naturels de la commune bénéficient de protections issues d'engagements internationaux relevant de la directive habitats-faune-flore. Ces espaces représentent 4 % de la surface communale et il s'agit des Brandes de Montmorillon et de la vallée de la Gartempe.
D'autres sites représentant 33 % du territoire communal sont aussi classées par la Directive oiseaux  qui assure la protection des oiseaux sauvages et de leurs biotopes : les brandes de Montmorillon, les landes de Sainte-Marie, le bois de L'Hospice et l'étang de Beaufour avec ses environs.

##### Les arbres remarquables
Selon l'Inventaire des arbres remarquables de Poitou-Charentes, il y a un arbre remarquable sur la commune qui est un pin maritime.

##### L'étang de Beaufour
L’étang de Beaufour est un site classé zone nationale d’intérêt écologique, faunistique et floristique. L’étang est situé à proximité des premiers affleurements du socle granitique qui annonce le Limousin et le Massif central. Il occupe une légère dépression en lisière nord d’un important massif boisé, le bois de l’Hospice.
L’étang de Beaufour a été créé par l’homme. Toutefois, son ancienneté  a permis le développement de divers habitats aquatiques caractéristiques de ces étangs du Sud-Est de la Vienne qui se sont constitués sur des sols argilo-sableux tertiaires connus sous le nom de «terres de brandes». Les  eaux y sont acides et peu riches en substances nutritives. Elles sont, par ailleurs, soumises à des fluctuations de niveau importants  qui découvrent et recouvrent, selon les saisons, de larges plages du fond. De ce fait des herbiers aquatiques flottants et immergés ainsi qu’une  végétation amphibie, adaptées aux modifications du niveau d’eau du lac se sont installées : roselière à Phragmite commun, cariçaie à grandes laîches et, en périphérie, saulaie à saules roux. Malgré des dégradations récentes (mise en place d’un enclos de daims, introduction de carpes, prolifération des ragondins) et la poursuite d’activités peu compatibles avec le maintien d’une biodiversité maximale, le site présente encore un intérêt biologique élevé, notamment en ce qui concerne l’avifaune et la flore. Il est ainsi, possible de trouver :
- Achillée sternutatoire.
- Cresson rude.
- Laîche filiforme : c’est l’élément botanique le plus remarquable du site. C’est normalement une espèce du Nord de l’Europe et des lacs de montagne qui a trouvé à l’étang de  Beaufour, au sein de la roselière, une de ses deux seules localisations régionales.
- Oseille maritime.
- Potamot hétérophylle.
- Saule à oreillettes.
- Scirpe ovale.
- Utriculaire citrine : c’est plante carnivore qui possède au niveau de ses feuilles immergées de petits pièges - les utricules - capables de capturer par aspiration des micro-invertébrés aquatiques, qui constituent un appoint alimentaire non négligeable dans ces eaux déficientes en sels dissous.

Sur le plan ornithologique, la situation de l’étang  à la croisée d’une importante zone composée de bois et de landes d’une part et, d’autre part d’une plaine agricole qui est utilisée pour l’élevage et les cultures, rend ce site très attractif pour de nombreux oiseaux d’eau. Ils  y trouvent, en effet, des conditions alimentaires satisfaisantes lors de leurs migrations ou de leurs  hivernages. En outre, la roselière riveraine sert, quant à elle, de site de nidification pour plusieurs espèces palustres peu communes, telles que le Busard des roseaux ou la Locustelle luscinioide. Le petit bois de pins voisin de l’étang héberge une colonie de Héron cendré.
Ainsi l’amateur ornithologue pourra y observer treize espèces d’oiseaux protégées :
- Balbuzard pêcheur.
- Bruant des roseaux.
- Busard des roseaux.
- Butor étoilé.
- Grande Aigrette.
- Grèbe castagneux.
- Grèbe huppé.
- Grue cendrée.
- Héron pourpré.
- Locustelle luscinioide.
- Milan noir.
- Phragmite des joncs.
- Rousserole effarvatte.

Il pourra aussi observer des espèces plus communes telles que :
- Canard chipeau.
- Canard souchet.
- Courlis cendré.
- Fuligule milouin.
- Garrot à œil d'or.
- Pie-grièche grise.
- Râle d’eau.
- Sarcelle d’été.

##### Le champ des Brandes
Le champ de Brandes est un site qui englobe deux étangs environnés de prairies naturelles. Les prairies sont encore entourées de bocage. Le site est à cheval sur le territoire des communes de Saulgé et de Sillars.
La géologie du sol du champ de Brandes est commune à tous les sols compris dans tout le triangle Lussac-les-Châteaux - Montmorillon - Moulismes : des épandages détritiques déposés à l’ère terrtiaire lorsque toute la région n’était qu’un immense cône de déjection recevant les produits de l’érosion de la bordure nord-ouest du Massif central. Les sols sur cette roche mère sablo-argileuse sont acides et hydromorphes, plus ou moins profonds et présentent une charge irrégulière en galets de quartz.
Ce terrain était traditionnellement occupé par une mosaïque d’herbages et de landes voués au pâturage ovin. Or, cette région a subi de plein fouet les mutations agricoles des dernières décennies et de nombreuses prairies ont été reconverties en cultures céréalières intensives. Il ne subsiste plus, de nos jours, que quelques ilots faisant l’objet d’une exploitation agricole encore non intensive dont fait partie le champ des Brandes. Le site abrite, de ce fait, un échantillon encore significatif de la faune caractéristique de cet agro-écosystème composé de prairies calcifuges, d’étangs et de haies bocagères. Cette situation a justifié son classement et sa protection, d’autant plus nécessaire que depuis 1987, les nombreuses reconversions de prairies naturelles ont diminué par deux cette zone.
Les ornithologues ont pu recenser sur le site :
- le Courlis cendré. Cet oiseau, le plus grand limicole continental d’Europe de l’Ouest, à l’origine inféodé aux landes tourbeuses, s’est acclimaté aux prairies humides pâturées. Une quinzaine de couples nicheurs seulement est répertoriée pour tout le département de la Vienne. Cette espèce est au bord de l'extinction.
- le Vanneau huppé, dont deux couples sont nicheurs sur la zone, est lié aux prairies humides du secteur.
- la Pie-grièche écorcheur est un gros passereau insectivore migrateur. Le maillage de haies arbustives qui ceinturent encore certaines parcelles constitue son habitat. Il est en fort déclin dans la région du fait des mutations de l’agriculture (remembrements, disparition des prairies pourvoyeuses d’insectes).
- le Busard cendré et le Busard Saint-Martin qui sont protégés sur tout le territoire national,
- la Caille des blés,
- le Fuligule milouin, une espèce d’oiseau d’eau peu répandue, un canard de la moitié nord de la France dont la population régionale n’excède pas la cinquantaine de couples.
- la Grèbe castagneux et la Grèbe huppé,
- le Moineau friquet,
- la Phragmite des joncs,
- le Râle d'eau.

##### Le site du bois de l'Hospice, de l’étang de Beaufour et des environs
Cette zone classée englobe un vaste secteur appartenant à la région naturelle des Brandes du Montmorillonais. Elle est centrée sur un massif forestier de 400 hectares : le bois de l’Hospice (voir article précédent). Mais, elle englobe également un étang ancien bordé d’une roselière. Ces deux sites sont entourés d’un bocage ouvert où les prairies maigres sont historiquement vouées au pâturage ovin. Cette zone est à cheval sur le territoire de quatre communes: Moulismes, Persac, Saulgé et Sillars.
Ce site est particulièrement remarquable pour son avifaune : 55 espèces font l’objet d’une protection sur tout le territoire français. En outre, sur ces 55 espèces, 31 sont menacées dans toute l’Europe de l’Ouest. Les rapaces et les oiseaux d’eau - canards, grands et petits échassiers - sont les mieux représentés. L’étang et ses alentours constituent un lieu privilégié de repos, de halte migratoire et d’hivernage pour de nombreux oiseaux d’eau, alors que les haies du bocage environnant abritent plusieurs espèces de pies-grièches.
- Alouette lulu qui bénéficie d’une protection sur le sol français,
- Autour des palombes, une espèce rare en France et dont la population totale n’excède pas 3 000 couples. Il a longtemps été persécuté par l’homme en raison de sa prédilection pour les oiseaux de bassecour et, plus particulièrement, les pigeons domestiques, dont la capture était plus aisée que ses proies sauvages (geais, pigeons, tourterelles, corneilles),
- Balbuzard pêcheur qui bénéficie d’une protection sur le sol français,
- Bondrée apivore qui bénéficie d’une protection sur le sol français,
- Bouvreuil pivoine, une espèce normalement plutôt nordique et "montagnarde", très disséminée en région Poitou-Charentes.
- Bruant des roseaux,
- Busard cendré qui bénéficie d’une protection sur le sol français,
- Busard des roseaux qui bénéficie d’une protection sur le sol français,
- Busard Saint-Martin  qui bénéficie d’une protection sur le sol français. C’est un élégant rapace gris des landes et des forêts ouvertes,
- Butor étoilé qui bénéficie d’une protection sur le sol français,
- Canard chipeau,
- Canard colvert,
- Canard souchet,
- Cigogne noire qui bénéficie d’une protection sur le sol français,
- Circaète Jean-le-blanc qui bénéficie d’une protection sur le sol français,
- Combattant varié,
- Courlis cendré,
- Engoulevent d’Europe qui bénéficie d’une protection sur le sol français,
- Faucon hobereau,
- Faucon pèlerin qui bénéficie d’une protection sur le sol français,
- Fauvette pitchou qui bénéficie d’une protection sur le sol français,
- Fuligule milouin,
- Garrot à œil d'or,
- Grande Aigrette qui bénéficie d’une protection sur le sol français,
- Grèbe à cou noir,
- Grèbe castagneux,
- Grèbe huppé,
- Gros-bec casse-noyaux qui un passereau au régime alimentaire original constitué par les akènes, graines et baies de divers arbres et arbustes,
- Grue cendrée qui bénéficie d’une protection sur le sol français,
- Héron pourpré qui bénéficie d’une protection sur le sol français,
- Huppe fasciée,
- Locustelle luscinioide qui bénéficie d’une protection sur le sol français,
- Locustelle tachetée,
- Martin-pêcheur qui bénéficie d’une protection sur le sol français,
- Mésange huppée,
- Milan noir qui bénéficie d’une protection sur le sol français,
- Moineau friquet,
- Œdicnème criard qui bénéficie d’une protection sur le sol français,
- Outarde canepetière,
- Petit Gravelot qui bénéficie d’une protection sur le sol français,
- Phragmite des joncs,
- Pic noir qui bénéficie d’une protection sur le sol français,
- Pie-grièche à tête rousse,
- Pie-grièche écorcheur qui bénéficie d’une protection sur le sol français,

En dehors de l’aspect ornithologique, le site est aussi un conservatoire pour d’autres animaux. Ainsi, la Martre, un hôte rare des forêts de la région a pu être recensé, alors que les batraciens sont représentés par la Grenouille rousse, une espèce peu fréquente.
Les sols sont dans leur grande majorité argilo-sableux et localement hydromorphes. Ils deviennent progressivement calcaires et plus secs au nord-ouest site. Le site abrite plusieurs micro-habitats qui ne couvrent plus que de faibles surfaces mais qui hébergent encore un important patrimoine végétal comme pour les sources tourbeuses. Ainsi, 36 espèces végétales rares ont été recensées de la zone :
- Achillée sternutatoire,
- Avoine de Thore est une grande Graminée originaire de la péninsule ibérique et qui se trouve ici aux marges septentrionales de son aire de répartition. Elle a été découverte en 1850 par le botaniste anglais James Lloyd, auteur d’une très importante  « Flore de l’Ouest de la France ».
- Bartsie visqueuse,
- Blechnum en épi,
- Calamagrostide faux-roseau, espèce montagnarde rarissime dans les plaines atlantiques et qui se maintient là depuis sa découverte vers le milieu du XIXe siècle par les botanistes.  On peut trouver cette plante en forêt de Lussac.
- Centenille naine,
- Cicendie filiforme,
- Cicendie fluette,
- Cresson rude,
- Droséra à feuilles rondes,
- Dryoptéris étalé
- Gaillet fragile,
- Grassette du Portugal,
- Jonc en têtes,
- Laîche en étoile,
- Laîche filiforme qui se trouve autour de l’étang de Beaufour. Cette cariçaie trouve ici sa deuxième localisation en Poitou-Charentes. C’est avant tout une espèce nord-européenne et montagnarde,
- Laîche lisse,
- Laîche puce,
- Laser à feuilles larges,
- Linaigrette à feuilles étroites : c’est une Cypéracée inféodée aux tourbières et bas-marais acides, devenues rarissimes dans la région poitevine avec la disparition des zones humides ;
- Ophrys sillonné,
- Orchis élevé,
- Orchis grenouille,
- Oseille maritime,
- Phalangère bicolore,
- Phalangère à fleurs de lis,
- Pilulaire à globules : c’est une petite fougère semi-aquatique aux curieuses fructifications en forme de noisette.
- Porcelle à feuilles tachetées,
- Potamot hétérophylle,
- Rhynchospore blanche : c’est une Cypéracée inféodée aux tourbières et bas-marais acides, devenues rarissimes dans la région poitevine avec la disparition des zones humides ;
- Saule à oreillettes,
- Scirpe ovale,
- Séneçon à feuilles d’adonis,
- Thélyptéris des marais,
- Utriculaire citrine,
- Violette laiteuse.

##### La haute vallée de la Gartempe – Les «Portes d’Enfer»
La haute vallée de la Gartempe est un tronçon de la rivière d’une longueur de 6 km.  Elle se situe à la fois sur la commune de Lathus-Saint-Rémy et sur la commune de Saulgé, dans le sud-est du département, sur la bordure occidentale du Massif central. La vallée de la Gartempe y est étroite et profonde, localement encaissée entre des escarpements rocheux granitiques. Les parois rocheuses sont ensoleillées ou ombragées selon l’orientation. Le microclimat est frais et humide. La végétation est variée : des lambeaux de landes calcifuges à bruyères, des pelouses hygrophiles rases sur dalles, des bois de ravins…
L’originalité de sa végétation, de sa flore, de sa faune ainsi que son intérêt paysager – connu sous le nom des « Portes d’Enfer », le site, surtout situé sur la commune de Lathus-Saint-Rémy, est un des plus spectaculaires de la région – justifient la protection et le classement de cette partie de la vallée de la Gartempe. Plusieurs espèces rares ou menacées (poissons, batraciens, oiseaux, insectes) ont trouvé refuge dans ce site.
Des habitats sont particulièrement riches ou originaux en plantes rares et protégées :
- les dalles suintantes accueillent l’Ophioglosse des Açores et l’Isoète épineux,
- les fissures et les rochers ombragés sont propices à une flore bryologique et ptéridologique très riche,
- les vires rocheuses arides sont couvertes de Millepertuis à feuilles linéaires,
- les lambeaux de landes sèches accueillent l’Hélianthème en ombelle,
- les ravins sont couverts d’une forêt de ravins à tendance submontagnarde

Ainsi, y ont été recensés :
- l’Aigremoine odorante,
- l’Anogramme à feuilles minces,
- l’Arnoséris naine,
- la Balsamine des bois,
- la Centenille naine,
- la Ciboulette,
- la Cicendie filiforme et la Cicendie fluette,
- la Corydale à bulbe plein,
- la Doradille de Billot et la Doradille septentrionale,
- l’Égopode podagraire,
- l’Éragrostide poilue,
- la Grande luzule,
- la Gratiole officinale,
- l’Hélianthème en ombelle,
- l’Isoète épineux,
- le Jonc en têtes,
- le Millepertuis à feuilles linéaires,
- l’Ophioglosse commune,
- l’Ophioglosse des Açores,
- l’Osmonde royale,
- le Poirier à feuilles en cœur,
- la Primevère élevée, occupe des sites très disséminés dans la région dont les conditions climatiques ne lui convient pas.
- la Scléranthe vivace,
- la Sérapias langue,
- la Spargoute de printemps,
- la Spergulaire des moissons,
- la Véronique des montagnes, occupe des sites très disséminés dans la région dont les conditions climatiques ne lui convient pas.

L’avifaune est remarquable. On y a recensé la présence de l'Alouette lulu (espèce protégée sur tout le territoire français), de la Bergeronnette des ruisseaux, de la Bondrée apivore (espèce protégée sur tout le territoire français), du Cincle plongeur (un des rares sites de nidification du Cincle plongeur en Poitou-Charentes), et du Pie-grièche écorcheur (espèce protégée sur tout le territoire français).
Les amphibiens sont représentés par la Rainette verte qui est une espèce protégée sur tout le territoire français et le Sonneur à ventre jaune, un petit crapaud menacé en Europe.
Les insectes sont représentés par le rare Cuivré des marais qui fréquente certaines prairies humides du site ou le Gomphe à crochets.
Parmi les poissons présents dans les eaux de la Gartempe, figurent le Chabot, la Lamproie fluviatile et, surtout, le Saumon atlantique, une espèce en très forte régression en France (elle a disparu de la Seine, du Rhin, des affluents de la Garonne et se trouve en danger dans le bassin de la Loire).
Les mollusques sont représentés par la Mulette épaisse.
Toutefois, depuis les années 1980, cette zone est menacée par le développement des loisirs de plein-air (pratique de l’escalade, compétitions régulières de canoë-kayak) ou par la conversion des prairies naturelles en cultures céréalières provoquant une pollution des eaux.

##### Les Brandes de la Fourgonnière
Les Brandes de la Fourgonnière sont situées à une dizaine de kilomètres au sud de Montmorillon. Elles forment un ensemble de prairies naturelles à maillage bocager lâche. Elles sont entourées par des cultures céréalières intensives. Le sol est composé de « terres de brandes », c’est-à-dire d’argiles et de sables datant du tertiaire et qui ont évolué en sols acides et hydromorphes. Ces terres médiocres, peu favorables aux cultures, ont été utilisées durant des siècles comme prairies naturelles pour l’élevage du bétail, notamment des ovins. Elles ont pu, aussi, être laissées à l’abandon ; elles sont, alors envahies par la « brande », c’est-à-dire par une lande dominée par la Bruyère à balais. L’évolution récente des pratiques agricoles a toutefois modifié l’utilisation de ces terres : les anciennes prairies ont été drainées et reconverties pour permettre le développement des cultures intensives et commerciales. Dans ce contexte, les Brandes de la Fourgonnière ont pu constituer jusqu’au milieu des années 1980 un témoignage d’une ancienne et traditionnelle utilisation de ces sols pauvres. Aujourd’hui, quoique fortement morcelées, ces prairies servent encore de refuge à une avifaune rare et menacée, ce qui lui confère un intérêt biologique certain et justifie sa protection et son classement.
En effet, les quelques prairies humides des Brandes de la Fourgonnière encore existantes accueillent la nidification de deux espèces de limicoles remarquables : le Vanneau huppé, et, surtout, le Courlis cendré, dont la population en région Poitou-Charentes ne dépasse pas la trentaine de couples nicheurs. Cette espèce était liée à l’origine aux landes tourbeuses. Mais elle a su s’adapter à l’extension des prairies. Elle ne doit sa survie de nos jours qu’au maintien d’îlots de plus ou moins de grande taille de prairies naturelles humides.
Par ailleurs, durant la mauvaise saison, les Brandes de la Fourgonnière servent de refuge pour des groupes de pluviers dorés et de vanneaux qui fuient le gel et l’enneigement des terres de l’Europe du nord qui les empêchent de s’alimenter correctement. De même, en automne, au cours de leur périple migratoire entre leurs territoires de nidification du nord de l’Europe et leur zone d’hivernage en Espagne, des grues cendrées peuvent y faire une halte. Enfin, durant la belle saison, les espaces ouverts sont sillonnés par plusieurs espèces de rapaces protégées telles que le Busard cendré ou le Busard Saint-Martin.

### Articles de Wikipédia
- Liste des communes de la Vienne
- Liste des anciennes communes de la Vienne